# Leon Clark
Leon Clark (nacido en Harvey, Illinois) es un exjugador de baloncesto estadounidense que tras su etapa universitaria, y a pesar de ser elegido en el draft de la NBA, no jugó de manera profesional. Con 1,98 metros de estatura, lo hacía en la posición de alero.

## Trayectoria deportiva

### Universidad
Jugó durante cuatro temporadas con los Cowboys de la Universidad de Wyoming, en las que promedió 19,2 puntos y 11,4 rebotes por partido. Está considerado como uno de los mejores jugadores de la historia de la universidad, siendo elegido en dos ocasiones en el mejor quinteto de la Western Athletic Conference. A pesar de su estatura, jugó en muchas partes de su carrera como pívot, siendo el máximo reboteador de los cowboys en 1965 y 1966.
Posee varios récords de su universidad, entre ellos el de mejor promedio de rebotes en una carrera y en una temporada, con 12,1 en 1966.

### Profesional
Fue elegido en la decimoctava posición del 1966 por Boston Celtics, pero no llegó a jugar como profesional en la NBA.
Jugó para los Hartford Capitols de la Eastern Professional Basketball League en la temporada 1966–67. Además también jugó profesionalmente en Europa.

## Logros y reconocimientos
Clark fue inducido al Illinois Basketball Coaches Association Hall of Fame en 1974 y en el University of Wyoming Intercollegiate Athletics Hall of Fame en 2004.